# Chan Dara
Chan Dara (sinh ngày 1 tháng 3 năm 1986 ở Campuchia) là một cầu thủ bóng đá cho Asia Euro United ở Giải bóng đá vô địch quốc gia Campuchia và Đội tuyển bóng đá quốc gia Campuchia.

## Danh hiệu

### Câu lạc bộ
Khemara Keila
- Giải bóng đá vô địch quốc gia Campuchia: 2006
- Hun Sen Cup: 2007

Phnom Penh Crown
- Giải bóng đá vô địch quốc gia Campuchia: 2010, 2011

Nagaworld
- Hun Sen Cup: 2013